# Gheorghe Mulțescu
Gheorghe „Gigi” Mulțescu (n. 13 noiembrie 1951, Botoroaga, România – d. 15 septembrie 2024, București, România) a fost un fotbalist și antrenor de fotbal român.

## Biografie
Data sa de naștere din actele oficiale și în site-urile de statistică a fotbalului este 13 noiembrie 1951, dar de fapt s-a născut în ziua de 11 noiembrie a aceluiași an.

## Cariera de jucător
A fost legitimat în 1963 la Steaua București, club în cadrul căruia a evoluat la echipele de copii, juniori și tineret. În 1971 a fost transferat la Jiul Petroșani (echipa pentru care este golgeterul all - time cu 79 de goluri marcate) unde a debutat în Divizia A  și a continuat să activeze până în 1979, când s-a transferat la Dinamo București. 
A jucat de 15 ori în echipa națională și a fost component al reprezentativei studențești a României. Pe 20 iulie 1974 a marcat în Finala Campionatului Mondial Universitar, de la Monte Carlo, câștigată de România în fața Bulgariei cu 4-1. A debutat la echipa națională pe 25 septembrie 1974, înlocuindu-l pe Iordănescu în minutul 78 al amicalului cu Bulgaria disputat la Sofia, scor 0-0. Pe 29 noiembrie 1976 a marcat primul gol pentru România, într-un meci din Cupa Balcanică câștigat cu 3-2 în fața Bulgariei.
A câștigat cu formația Jiul Petroșani Cupa României în sezonul 1973-1974. Cu Dinamo București a câștigat de 3 ori campionatul (1982, 1983, 1984) și de două ori Cupa României (1982, 1984). A acumulat 359 prezențe în prima ligă românească, marcând 102 goluri. 
A fost campion mondial universitar cu selecționata  studențească a României în ediția 1974 din Franța.

## Cariera de antrenor
Debutul sau a fost in postura de antrenor - jucator la Jiul Petroșani intre anii 1985 - 1987 cand a si promovat in Divizia A. A devenit antrenor din vara lui 1990 și a antrenat diverse echipe între care Dinamo București, Sportul Studențesc (cu care a promovat în Liga I în anul 2001), FC Vaslui și Universitatea Cluj. A pregătit formații și din Turcia, între care Samsunspor (în două rânduri), Gaziantepspor și Ankaragücü. În octombrie 2009 a fost instalat în funcția de antrenor principal la Ceahlăul Piatra Neamț, fiind demis în martie 2010. Pe 13 august 2012 a semnat cu echipa de fotbal de primă ligă, Astra Ploiești.
Pe 5 iunie 2013 a fost numit antrenor principal al echipei Dinamo București. A fost demis după doar opt etape în care a înregistrat două victorii, trei remize și trei înfrângeri.
În iulie 2020, Mulțescu a revenit la conducerea lui Dinamo, pentru al patrulea mandat, obiectivul fiind salvarea de la retrogradare. Dinamo se afla pe o poziție retrogradabilă în Liga I la instalarea lui Mulțescu în funcția de antrenor. După o victorie și un egal în primele sale două meciuri la conducere, campionatul a fost înghețat, iar Dinamo a încheiat pe locul 13, fără să mai dispute meciurile restante. În sezonul 2020-21, Mulțescu a fost pe banca lui Dinamo în prima etapă, o remiză cu FC Hermannstadt, apoi și-a reziliat contractul cu gruparea bucureșteană. A revenit la Dinamo după doar șapte luni, preluând echipa de pe locul 14 în Liga I, cu obiectivul de a evita retrogradarea. După doar patru meciuri la conducere și tot atâtea înfrângeri, Mulțescu a demisionat.